# Mit Leib und Seele
Mit Leib und Seele è il quinto album in studio del gruppo folk rock tedesco Schandmaul, pubblicato il 31 marzo 2006 dalla F.A.M.E. Records.

## Tracce
1. Vor der Schlacht – 3:55
2. Lichtblick – 3:23
3. Kein Weg zu weit – 4:05
4. Abschied – 3:53
5. Feuertanz – 5:04
6. Die Tür in mir – 4:45
7. Das Mädchen und der Tod – 3:07
8. Der Untote – 4:36
9. Zauber der Nacht – 3:16
10. Mitgift – 3:33
11. Wolkenberge – 4:04
12. Dunkle Stunde – 4:39
13. Großes Wasser – 3:32
14. Der Poet – 3:51
15. Das Spiel – 3:52
16. Käptn Coma – 3:31
17. Wie sie ist – 5:40

## Formazione
- Thomas Lindner – voce, chitarra acustica, fisarmonica
- Martin Duckstein – chitarra elettrica, chitarra acustica, chitarra classica
- Birgit Muggenthaler – flauti, ciaramella, cornamusa, voce
- Anna Kränzlein – violino, ghironda, voce
- Mathias Richter – basso
- Stefan Brunner – batteria, percussioni, voce

## Classifiche
| Classifica (2006) | Posizione massima |
| ----------------- | ----------------- |
| Austria           | 62                |
| Germania          | 10                |
| Svizzera          | 99                |